# 556 Batalion Wschodni
556 Batalion Wschodni (niem. Ost-Bataillon 556, ros. 556-й восточный батальон) – kolaboracyjny oddział wojskowy złożony z Rosjan podczas II wojny światowej.

## Historia
Batalion został sformowany w połowie stycznia 1943 roku na Śląsku. Miał trzy kompanie strzeleckie, składające się z byłych jeńców wojennych z Armii Czerwonej. Do jego zadań należała ochrona miejscowych zakładów przemysłowych. W lutym tego roku trafił na tyły frontu wschodniego, zwalczając partyzantkę na południu Rosji. W grudniu 1943 roku przeniesiono go do okupowanych centralnych Włoszech, gdzie został podporządkowany 10 Armii. Na początku 1944 roku jako III Batalion wszedł w skład 955 Pułku Grenadierów 362 Dywizji Piechoty. Brał udział w walkach z wojskami amerykańskimi pod Anzio i Nettuno, ponosząc duże straty. Na początku 1945 roku przywrócono mu status samodzielnego oddziału wojskowego z przemianowaniem na Russisches Bataillon 556.